# Вангельнштедт
Вангельнштедт (нім. Wangelnstedt) — громада в Німеччині, розташована в землі Нижня Саксонія. Входить до складу району Гольцмінден. Складова частина об'єднання громад Ешерсгаузен-Штадтольдендорф.
Площа — 15,15 км2. Населення становить 573 ос. (станом на 31 грудня 2021).

## Галерея

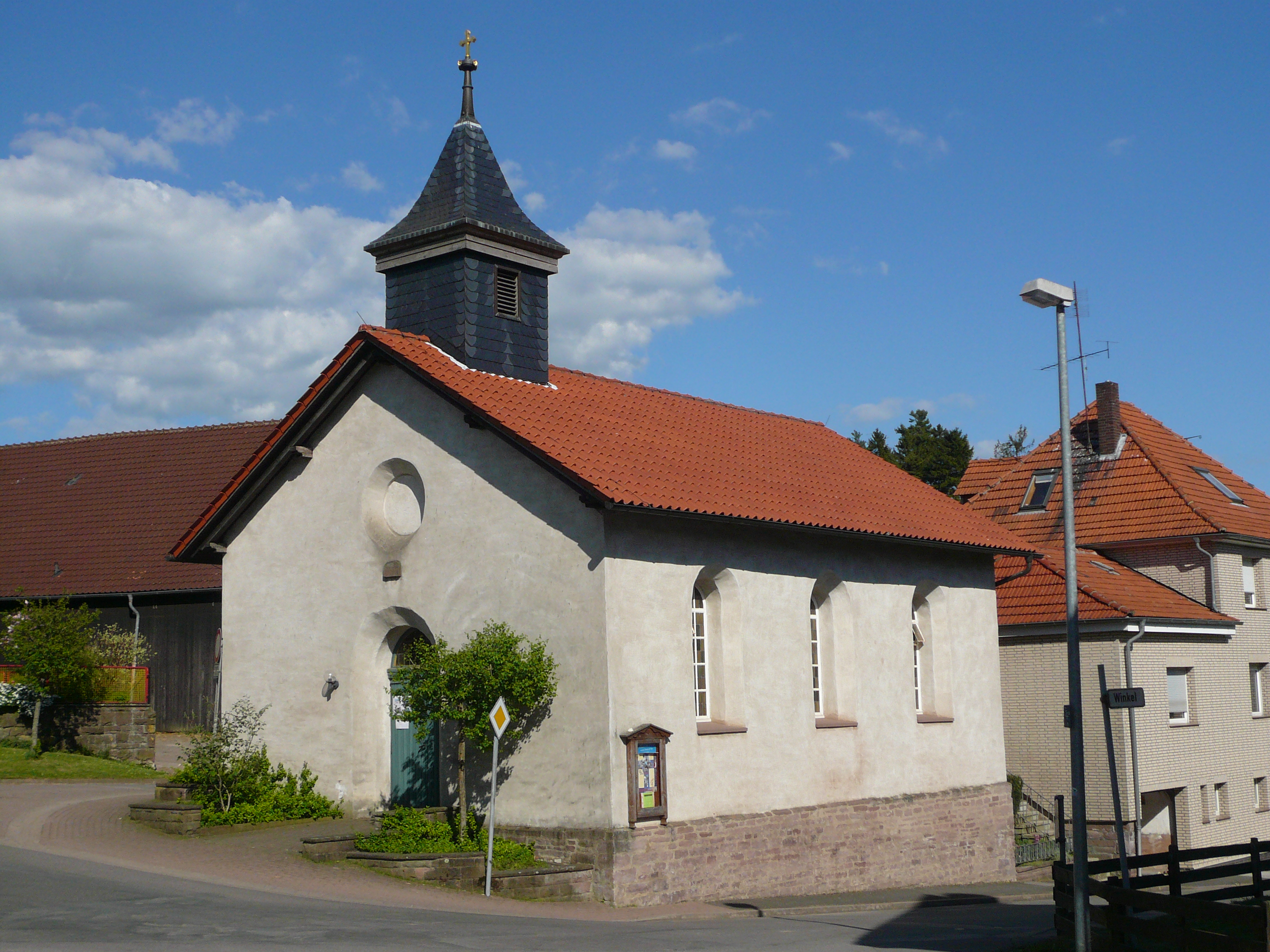